# Dow Crag
Dow Crag är en ås i Storbritannien.   Den ligger i riksdelen England, i den centrala delen av landet, 400 km nordväst om huvudstaden London. Dow Crag ingår i Cumbrian Mountains.